# 祖庙街道
祖庙街道是中华人民共和国广东省佛山市禅城区下辖的一个街道办事处。是佛山市政府的所在地，禅城的政治、文化和经济中心，也是历史上的中国四大名镇佛山镇的区域所在，因区内的佛山祖庙而得名。在地理上位于禅城区的东北部，它的东部和北部与南海区接壤，南边是石湾镇街道，以季华路为界；西边是张槎街道，以佛山大道为界。辖区面积31.6平方公里，常住人口52万。街道下辖64个居（村）委会。2006年7月由祖庙、升平、普君和环市四个街道整合而成。

## 行政区划
祖庙街道下辖以下村级行政区划单位：
朝安东社区、佛平北社区、东城社区、城北社区、升平社区、高基社区、文北社区、庆宁社区、永安社区、培德社区、快子社区、上沙社区、同安社区、文南社区、妈庙社区、文东社区、市东社区、大观社区、圣堂社区、山紫社区、后街社区、红棉社区、花园社区、白燕社区、铁军社区、兰桂社区、建设社区、沙塘社区、福禄社区、恩光社区、莺岗社区、东园社区、钻石社区、福贤社区、燎东社区、纪纲社区、塔坡社区、佛平社区、普西社区、普南社区、忠义社区、北江社区、普东社区、桂园社区、南桂社区、同华社区、同济社区、旭日社区、垂虹社区、体育社区、卫国社区、保安社区、南浦社区、同福社区、唐园社区、新城社区、永红村、永新村、镇安村、朝东村、东升村、敦厚村、扶西村、郊边村和简村。

## 地铁车站
- 广佛地铁：同濟路站、祖廟站、普君北路站、朝安站
- 佛山地铁3号线：佛山高铁站、敦厚站、中山公园站、镇安站、季华六路站

## 医院
- 佛山市中医院（广州中医药大学附属佛山中医院、广州中医药大学第八临床医学院）
- 佛山市第二人民医院（南方医科大学附属佛山医院）
- 佛山市妇幼保健院（佛山市妇女儿童医院、佛山市产科医院）禅城院区
- 佛山市口腔医院（佛山大学附属口腔医院）